# Rodscher
Rodscher (russisch: Родшер; schwedisch: Rödskär, finnisch: Ruuskeri, estnisch: Ruuskari) ist eine kleine Insel mit Leuchtfeuer im Finnischen Meerbusen.

## Lage
Die unbewohnte Insel liegt im Rajon Kingissepp der russischen Oblast Leningrad, deren am weitesten westlich gelegenen Ausläufer sie bildet, ungefähr auf der Länge des estnischen Kunda. Es handelt sich um „ein von einem Riff umgebenes felsiges Eiland“, mit einer Fläche von 0,3 ha.

## Geschichte
Rodscher liegt rund 17 km südsüdwestlich von Gogland und gehörte bis 1944 zur Provinz Wiborg in Finnland. Der Leuchtturm wurde 1818 errichtet und 1886 umgebaut.
Ursprünglich war die Insel unter ihrem schwedischen Namen bekannt. Der schwedische Ortsname Rödskär ist relativ häufig. Das Hauptwort -skär bedeutet „Schäre“.

## Kartographie
Die Insel ist als o. Rodšer auf der RV-Euro-Regionalkarte 1:300.000 Estland, 1. Auflage 1993/4, ISBN 3-575-11134-0, verzeichnet. (Die Abkürzung o. bezieht sich auf Russisch ostrow „Insel“.)